# David Lean (athlétisme)
Pour les articles homonymes, voir David Lean (homonymie) et Lean.
David Francis Lean  (né le 22 août 1935) est un athlète australien spécialiste du 400 mètres haies. Il mesure 1,82 m pour 65 kg.

## Carrière

### Palmarès
| Date | Compétition                   | Lieu      | Résultat | Épreuve          | Performance  |
| ---- | ----------------------------- | --------- | -------- | ---------------- | ------------ |
| 1954 | Jeux du BE et du Commonwealth | Vancouver | 5e       | 110 mètres haies | 15 s 1       |
| 1954 | Jeux du BE et du Commonwealth | Vancouver | 1er      | 400 mètres haies | 52 s 4       |
| 1954 | Jeux du BE et du Commonwealth | Vancouver | 3e       | 4 × 110 yards    | 41 s 7       |
| 1954 | Jeux du BE et du Commonwealth | Vancouver | 3e       | 4 × 440 yards    | 3 min 16 s 0 |
| 1956 | Jeux olympiques d'été         | Melbourne | 5e       | 400 mètres haies | 51 s 8       |
| 1956 | Jeux olympiques d'été         | Melbourne | 2e       | 4 × 400 mètres   | 3 min 06 s 0 |
| 1958 | Jeux du BE et du Commonwealth | Cardiff   | 2e       | 400 mètres haies | 50 s 6       |

### Records
| Épreuve          | Performance | Lieu | Date |
| ---------------- | ----------- | ---- | ---- |
| 400 mètres       | 47 s 6      |      | 1956 |
| 400 mètres haies | 50 s 34     |      | 1958 |